# 血恋
《血恋》是香港电影历史上第一部完全裸露并进行真实性交演出的情色電影，由李華月自编自导自演，出品人为蔡瀾和李華月。本片于1995年上映，

## 剧情
医学生賈益生（谐音假医生）因考試作弊不克不及完成學業，隻身來港後在大澳養魚及并開設小魚檔營生，整天怨天尤人。益生姨媽在国内買了從未見過世面的亞芝回大澳，亞芝早晨被益生變态淫虐，白天則躲在艇居，等候益生回家。送菜來艇居的青年奀仔，有一次看到亞芝全身赤裸，兩人便不由自主私通，爾後常常趁益生離艇後幽會。一天，姨媽忽然來探益生，因撞见亞芝與奀仔出轨而被奀仔錯手勒死，阿芝見死不救，屍沉大海。益生賭博時與人争論，誤殺對方，逃回艇時看見亞芝與奀仔在艇闆上纏綿，益生撲上去狂毆奀仔，但奀仔力氣大，反将益生殺死。兩人逃到一士多，阿芝用偽鈔向老闆買裙褂不果，被奀仔將報警中老闆殺人滅口，阿芝則偷取裙褂｡他們曉得法網難逃，于是潛往山巅，換上新郎新娘裝束，攜手跳下懸崖双双身亡，剧终。

## 演员表
| 角色   | 演员   |
| ------ | ------ |
| 亞芝   | 李华月 |
| 奀仔   | 陈伟狄 |
| 贾宜生 | 苏国柱 |
| 妓女   | 林于飞 |
| 阿姨   | 陈慧阑 |

## 评价
本片中充斥大量香港电影史上从未出现过的大尺度裸露镜头，包括男女演员的生殖器官特写。所有性行為均是真枪实弹，经剪辑后方才上映并引发热议。但剧情粗制滥造，情节生硬，除猥褻内容外亦有大量恐怖，凶杀，血腥，尸体的画面，且对大陆极尽讽刺，如公然贩卖人口的人口市场，文革中屠杀村庄斩首百姓的军人等。